# Colonies vikings en Amérique

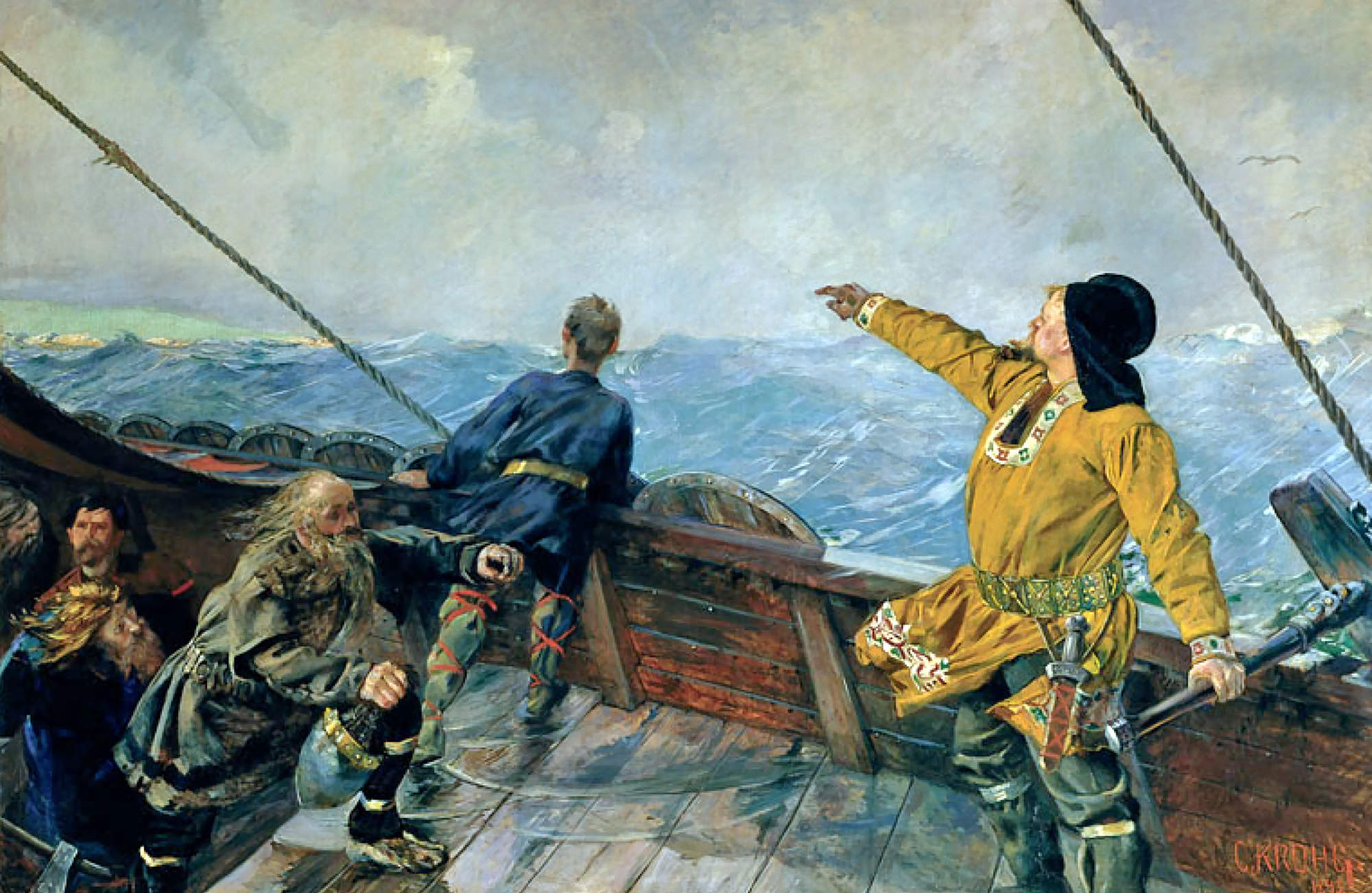
Leif Erikson découvre l'Amérique vue par le peintre Christian Krohg en 1893.

Les colonies vikings en Amérique sont le résultat, entre les IXe et XVe siècles, de l'exploration et de l'expansion des Vikings de Scandinavie vers les côtes du nord-ouest de l'océan Atlantique, sur le continent nord-américain, faisant probablement des Scandinaves de l'âge viking la première civilisation européenne à atteindre l'Amérique. 
Elles sont notamment connues par deux sagas, puis confirmées par l'archéologie. Motivée par la recherche de ressources, dont le bois et surtout l'ivoire, comme par l'esprit d'exploration inhérent aux Vikings, la colonisation commence à la fin du IXe siècle avec l'établissement au Groenland d'une colonie par un groupe de Scandinaves venus d'Islande, mené par Erik le Rouge.
Depuis le Groenland, les Scandinaves explorent une vingtaine d'années plus tard les voisinages occidentaux et méridionaux de leur nouvelle colonie. Ils attribuent aux terres qu'ils découvrent les noms de Helluland (Terre des pierres plates, probablement la Terre de Baffin), de Markland (la Terre des forêts, probablement le Labrador) et de Vinland (Terre de la vigne, probablement Terre-Neuve et le golfe du Saint-Laurent). Dans le Vinland, ils créent un ou plusieurs petits établissements dont Straumfjörðr (le fjord des courants forts), qui pourrait correspondre au site de L'Anse aux Meadows à Terre-Neuve, découvert en 1960. Il s'agit du seul site archéologique scandinave dans le Canada actuel.
Si les établissements du Vinland ne conduisent pas à un établissement permanent, la présence scandinave au Groenland dure jusqu'au début du XVe siècle.

## Sources historiques

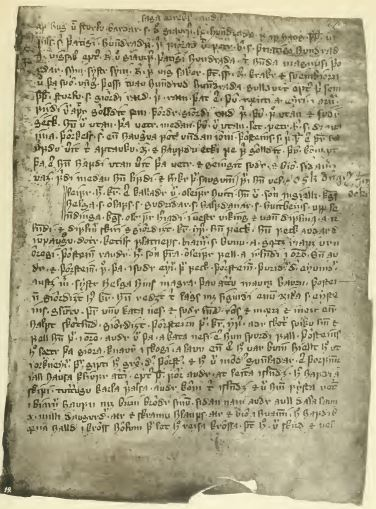
Page de garde la Saga d'Erik le Rouge, manuscrit anonyme du XIIIe siècle.

La colonisation du Groenland et les explorations ultérieures en Amérique du Nord sont connues en particulier par deux sagas issues de la série des Sagas des Islandais (Íslendingasögur) : la Saga d'Erik le Rouge et la Saga des Groenlandais. Souvent réunies sous l'expression Sagas du Vinland, elles constituent les principales sources sur l'exploration de l'Amérique du Nord.
Il s’agit de textes en prose rédigés par des clercs, fins lettrés, en Islande entre les XIIIe et XIVe siècles. Ils doivent être pris avec précaution car ces textes sont rédigés deux à trois siècles après les événements qu'ils décrivent, et dans un contexte politique, idéologique et religieux très différent de l'époque décrite, tout en mêlant par ailleurs la réalité et l'imaginaire issu de traditions orales plus ou moins établies, auxquels s'ajoutent en outre divers effets de style romanesques. En dépit d'une certaine authenticité historique, les sagas ne peuvent conséquemment pas être considérées comme des sources historiques fiables et qui pourraient être prises au pied de la lettre,,.
Avant la rédaction des sagas, la colonisation du Groenland est déjà évoquée dans plusieurs textes, des histoires et descriptions contemporaines. Le théologien et géographe Adam de Brême rédige ainsi vers 1075 une Gesta Hammaburgensis ecclesiae pontificum, dans laquelle il décrit la Scandinavie, que l'archidiocèse de Hambourg a la charge de christianiser. Il décrit l'Islande et le Groenland et mentionne l'existence d'une île appelée Vinland, « parce que des vignes sauvages y poussent ».
Vers 1130, le prêtre et historien islandais Ari Þorgilsson écrit l'Íslendingabók (le Livre des Islandais), une des principales sources sur l'histoire de la colonisation de l'Islande. S'il ne raconte pas les détails, il précise que le Groenland a été découvert par Erik le Rouge et évoque la découverte du Vinland par Leif Erikson, constituant ainsi la plus ancienne référence en vieux norrois au Vinland. Ari Þorgilsson est également probablement l'auteur partiel (avec Kolskeggr Ásbjarnarsson) du Landnámabók (le Livre de la colonisation), qui aborde le rôle des familles islandaises dans la colonisation du Groenland.
Rédigée vers la fin du XIIe siècle par un auteur inconnu, l'Historia Norwegiæ contient une brève description du Groenland, de ses habitants (Scandinaves comme Skrælingjar, c'est-à-dire les autochtones d'Amérique) et des monstres et géants qui s'y trouveraient. Vers 1250-1260, l'auteur anonyme du Miroir royal, sous la forme d'une série de conseils d'un père à son fils, décrit les ressources du Groenland, le climat, ainsi que les  monstres marins, dont les sirènes, ainsi que les routes maritimes pour s'y rendre.
Enfin, le prêtre norvégien Ivar Bardsen (Ívar Bárðarson), qui a vécu au Groenland en 1341 et 1360, a laissé une Description du Groenland. Datant de l'époque même de la colonie groenlandaise, cette description donne de précieuses informations sur les habitants, la topographie et les conditions de vie au Groenland au XIVe siècle.

## Histoire

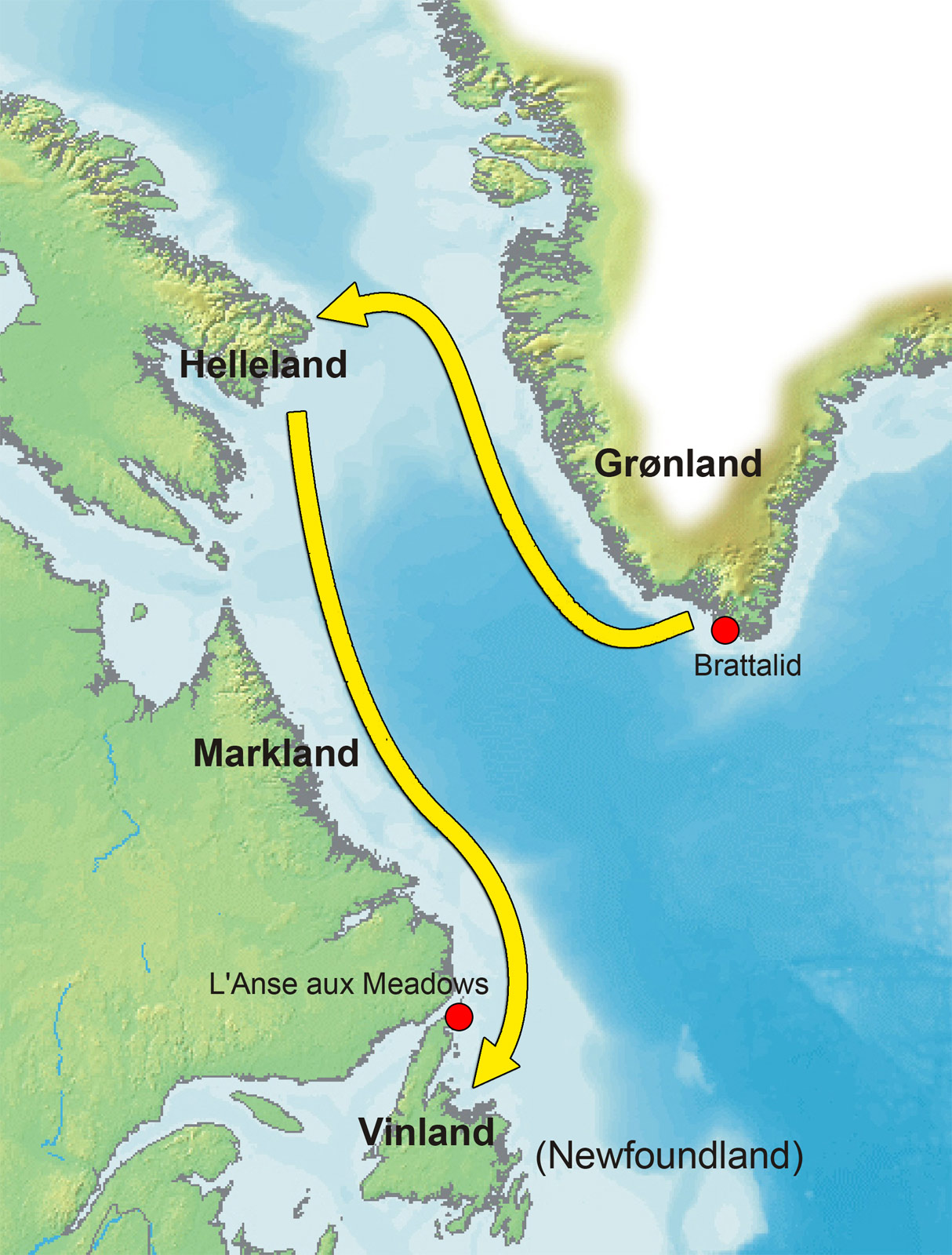
Étapes de l'exploration de l'est de l'Amérique du Nord par les Scandinaves.

Les Scandinaves, venant en particulier de Norvège, s'établissent en Islande à partir du dernier quart du IXe siècle. Cette île, rapidement colonisée et instituée en oligarchie,, constitue le tremplin des Scandinaves vers l'Amérique du Nord.
Selon plusieurs chercheurs, dont Kirsten A. Seaver (de), Christian Keller (no) ou Karin Frei (en), la quête d'ivoire de morse, et probablement de fourrure, est davantage à l'origine de l'installation des Scandinaves au Groenland plutôt qu'une conséquence,,. Jusqu'au XIIIe siècle, l'ivoire échangé sur les marchés européens et proche-orientaux au prix fort provenait exclusivement du Groenland , ce produit de luxe devenant ainsi le moteur de l'exploration au Groenland et en Amérique du Nord. Christian Keller a notamment estimé que la valeur du chargement d'un navire vendu en 1327 à Bergen, comprenant 520 défenses de morse, équivalait à celle de 780 vaches ou 60 tonnes de poisson et dépassait le montant des taxes annuelles prélevées sur près de 4 000 fermiers islandais.
Selon l'historien médiéviste Anders Winroth (en), une des causes principales de l'exploration à l'ouest du Groenland est la recherche de bois, utilisé pour « la construction et le chauffage et de fabriquer toutes sortes d'outils, de meubles et d'autres objets ». Pour les Vikings vivant au Groenland, les sources d'approvisionnement en bois étaient problématiques (déboisement rapide de l'Islande, Norvège à plusieurs jours de navigation), si bien qu'ils « commencèrent à naviguer vers l'ouest et le sud » et s'approvisionner en bois dans le Markland, qui pourrait être la péninsule du Labrador.
Pour l'archéologue et historien Neil Price (en), à cela s'ajoute la recherche de nouvelles terres, de richesses mais aussi d'une « réputation digne d'être vantée et de rester dans les mémoires ».

### Découverte et début de la colonisation

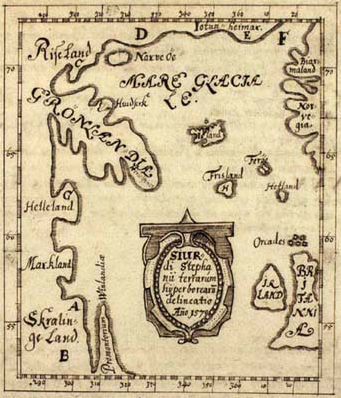
La carte de Skálholt (1570). On peut y lire les noms des quatre régions explorées par les Scandinaves : Grønland, Helluland, Markland et Vinland. Sur la pointe sud du Groenland est indiqué le nom de Herjólfsnes, le principal port à l'époque scandinave.

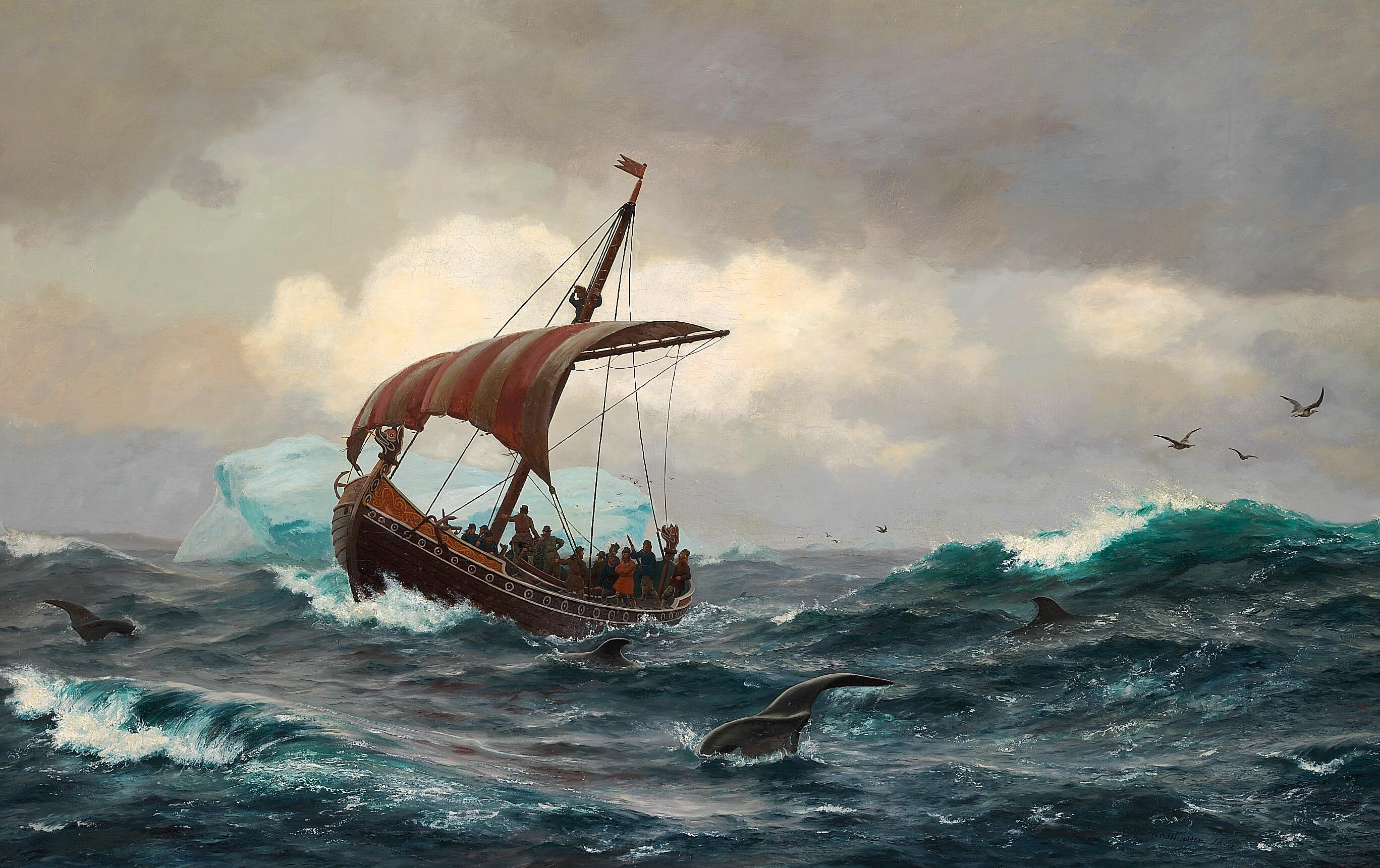
Nuit d'été sous la côte groenlandaise vers l'an 1000, Carl Rasmussen, 1874.

Selon les Sagas des Islandais, l'île est découverte par hasard au début du Xe siècle par le marin islandais Gunnbjörn Ulfsson, déporté vers l'ouest par une tempête. Il aperçoit un groupe d'îles, qu'il appelle Gunnbjarnarsker (les écueils de Gunnbjörn). En 978, Snæbjörn Galti tente un premier établissement vers les Gunnbjarnarsker mais les conditions inhospitalières conduisent à son assassinat par ses partenaires. Peu après, vers  982, le bóndi Erik le Rouge (en norrois Eiríkr rauði) est forcé à l'exil durant trois ans à la suite de plusieurs cas d'homicides en Islande. Snæbjörn Galti et Thjódhild Jorundsdottir, l'épouse d'Erik, étant cousins et vivant dans la même région d'Islande au même moment, il est possible que, selon Kirsten A. Seaver (de), Erik le Rouge et Snæbjörn Galti se soient connus, si bien que, lorsqu'il est condamné à l'exil, Erik ait su où sensiblement diriger ses navires.
Avec quelques fidèles, il explore pendant trois ans la côte sud-ouest de l'île, alors inhabitée, qu'il baptise Grønland, la terre verte, dans l'objectif d'intéresser des colons potentiels à venir s'y établir. De retour en Islande en 985, il vante les opportunités offertes par le Groenland et, l'année suivante, il part, selon le Landnámabók, à la tête de 25 navires, dont seulement 14 arrivent dans la zone explorée par Erik, sur la côte sud-ouest du Groenland, une cinquantaine de kilomètres après la pointe sud du Groenland.
Ces 500 premiers colons s'installent le long d'une douzaine de fjords libres de glaces et relativement verts, favorables à une agriculture basée sur l'élevage et riches en gibier,. Les chefs de familles, listés dans le Landnámabók, donnent leurs noms aux principaux fjords et établissements : Eiríksfjörðr (le fjord d'Erik, aujourd'hui le fjord de Tunulliarfik), Einarsfjörðr (le fjord d'Einar, aujourd'hui le fjord d'Igaliku), Herjólfsnes et Herjólfjörðr (le promontoire et le fjord de Herjólfr, aujourd'hui Ikigaat et Narssap Sarqa), Hrafnsfjörðr (le fjord de Hrafn, aujourd'hui le fjord d'Alluitsoq)… Erik le Rouge s'établit à Brattahlíð, sur l'Eiríksfjörðr, qui devient le centre politique de la colonie, le lieu où se réunit le thing. Près de 500 fermes ont été mises au jour par les archéologues dans ce premier groupe de colonies appelé Eystribygð (Établissement de l'Est). Environ 500 km au nord est rapidement fondée une seconde colonie, appelée Vestribyggð (Établissement de l'Ouest), à proximité de l'actuelle capitale du Groenland, Nuuk. Cet établissement était constitué de 95 fermes, dont les plus importantes se trouvent à Sandnes. Un troisième petit établissement composé d'une vingtaine de fermes et situé quelques kilomètres au nord de l'Établissement de l'Est est parfois appelé Établissement du Milieu, bien qu'il puisse également faire partie de l'Établissement de l'Est.

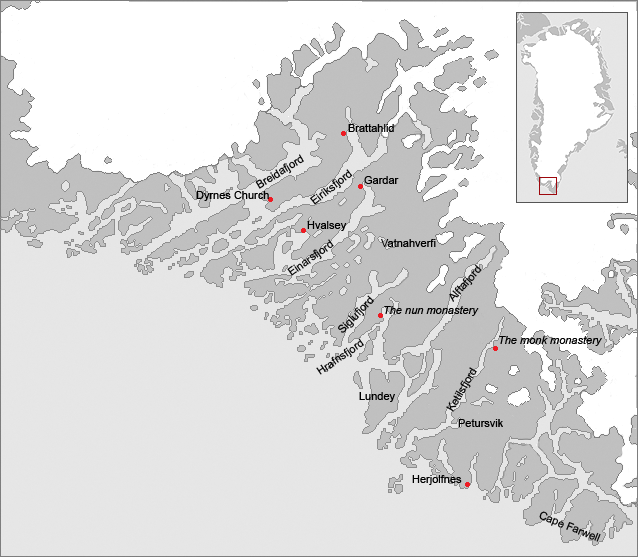
Carte de l'Établissement de l'Est.
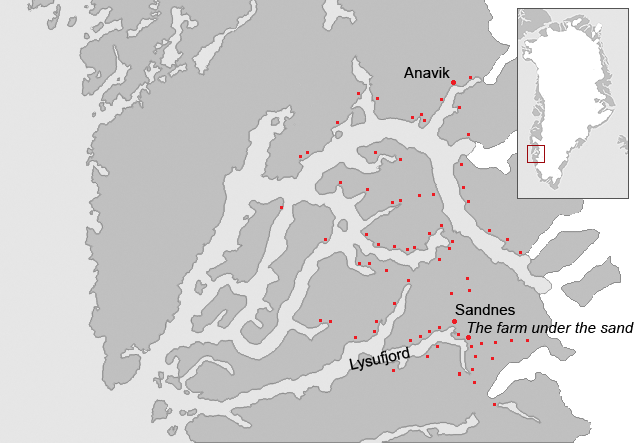
Carte de l'Établissement de l'Ouest.
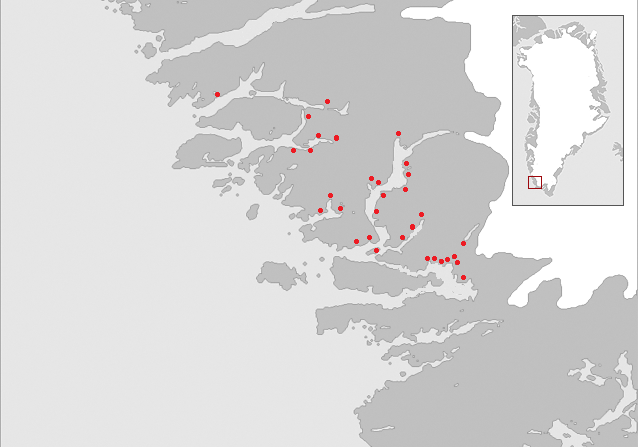
Carte de l'Établissement du Milieu.
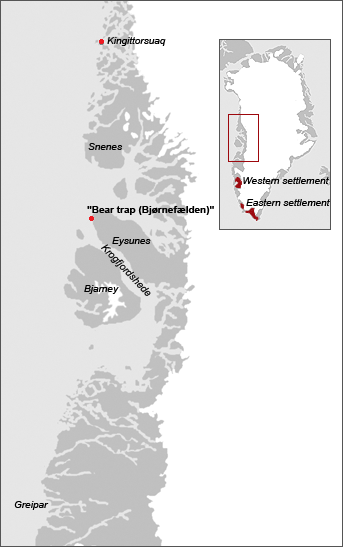
Carte du Norðrsetur.

### Conditions de vie
Sur les pâturages favorables des fjords du sud-ouest du Groenland, les Scandinaves exploitent leur bétail, en particulier les ovins, plus adaptés que les bovins aux conditions climatiques et aux sources de nourritures disponibles, notamment pendant l'hiver, et moins consommateurs de fourrage. Les environs des fjords colonisés fournissent poissons et mammifères (phoque et renne notamment). Malgré ces atouts, les  colons sont tributaires des liens commerciaux avec l'Islande et la Norvège, que ce soit en termes de ressources comme de biens permettant aux Scandinaves de maintenir leur identité culturelle européenne, en particulier les vêtements, mobiliers et vaisselle. L'été, ils partent donc dans le Norðrsetur (les régions de chasse du nord), une zone située aux environs de la baie de Disko, à quelque 500 km au nord de l'Établissement de l'Ouest, équivalent à 15 jours de rames depuis l'Établissement de l'Ouest et 27 jours depuis l'Établissement de l'Est. Ils y chassent le phoque, morse, le narval, le faucon et l'ours polaire (dont certains sont capturés et gardés vivants), afin de produire de la viande et de la graisse, de la fourrure et de la peau, et surtout de l'ivoire, des biens prisés à l'export vers la Norvège,. Selon les besoins, les chasseurs pouvaient remonter encore plus au nord, comme l'atteste une pierre runique découverte en 1824 dans l'archipel d'Upernavik. La raison de la présence d'objets en fer d'origine scandinave au nord de la baie de Melville, sur l'île d'Ellesmere et dans le détroit de Smith est toujours sujette à discussion : vestiges de naufrages,,, de commerce avec les autochtones de la culture de Thulé, ou encore de pillage par les Thuléens de sites scandinaves abandonnés.

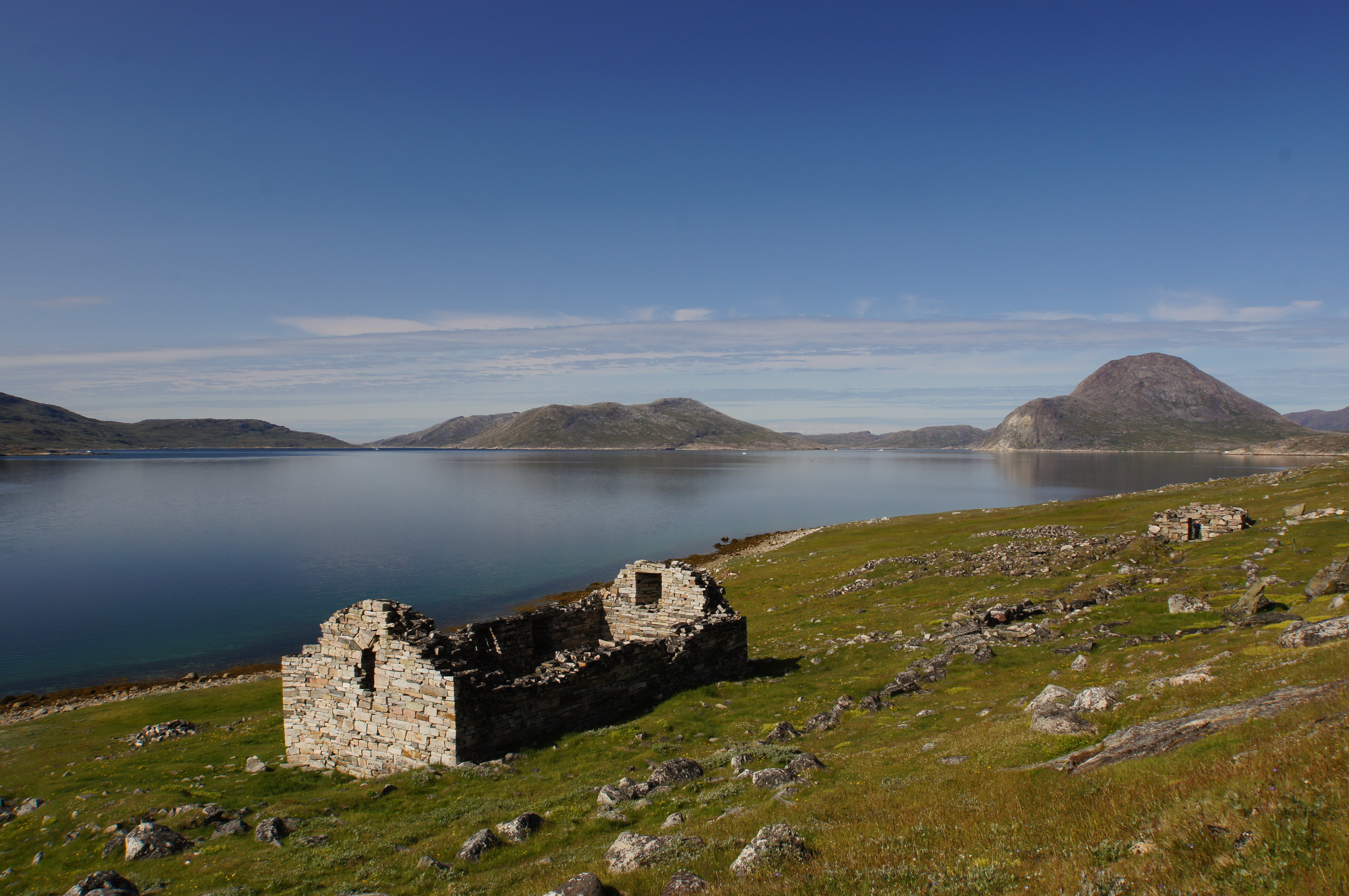
L'église de Hvalsey, dans l'Établissement de l'Est, où a été célébré le dernier mariage connu au Groenland scandinave en 1408.

Si Erik le Rouge est resté fermement fidèle aux cultes nordiques, le christianisme se développe au Groenland, peut-être sous l'influence de son épouse Thjódhild, à qui est attribuée la fondation de la première église du Groenland, à Brattahlíð. En 1124, le riche fermier Sokki Þórisson, originaire de la région de Brattahlíð, convainc le thing groenlandais de demander au roi Sigurd Ier l'établissement d'un diocèse au Groenland. Son fils Einar est envoyé en Norvège avec des pièces d'ivoires et un ours polaire vivant pour appuyer sa demande, qui est acceptée car le moine Arnaldur est ordonné évêque du Groenland la même année à Lund. Arnaldur et Einar arrivent dans l'Établissement de l'Est en 1126 et le nouvel évêque fixe sa résidence à Garðar. Selon plusieurs des Annales islandaises, un recueil de textes datant du XVIe siècle, il est possible que l'Islandais Eirik Gnupsson ait été un évêque basé à Sandnes ou Garðar à partir de 1113. En 1121, il aurait fait un voyage pour « chercher le Vinland » mais il n'existe aucune autre source au sujet de cet évêque,.

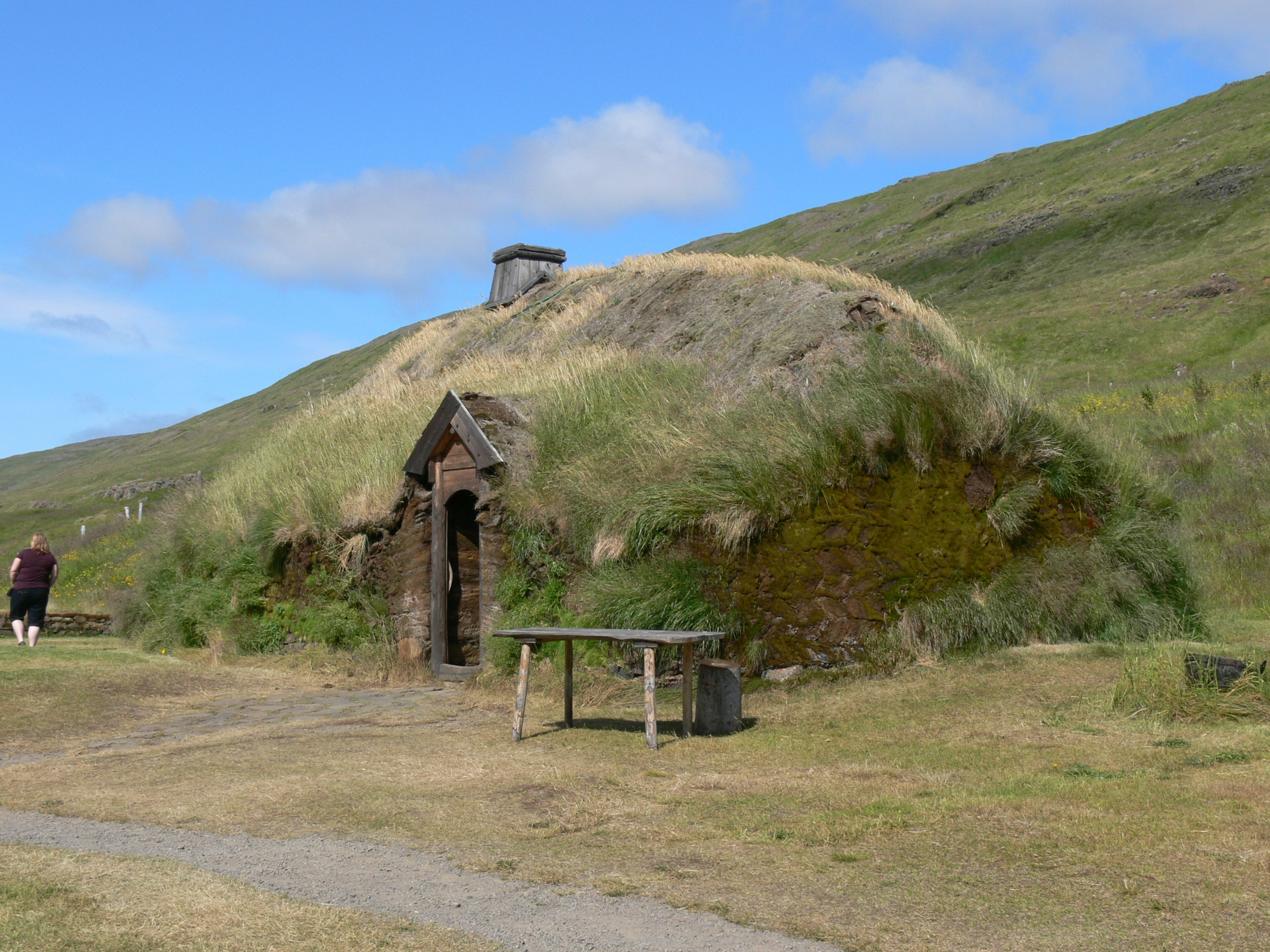
Reconstitution d'une maison en tourbe au musée d'Eiríksstaðir, site de la ferme d'Erik le Rouge en Islande, similaires aux constructions groenldaises.

Les constructions sont assez similaires à celles utilisées en Islande.
Jusqu'à son apogée vers 1200, la population scandinave du Groenland varie de 2 000 à 3 000 habitants, avant de décroître inéluctablement. Les colonies déclinent progressivement à partir du XIIIe siècle. En 1261, les colons acceptent la suzeraineté de leur territoire par le roi de Norvège (et son monopole sur le commerce avec la colonie) en échange d'être visité par deux bateaux par an.

### Explorations du Vinland

Carte des différentes routes maritimes possibles au Groenland, Vinland, Helluland et Markland parcourus par les personnages des sagas islandaises, principalement la Saga d'Erik le Rouge et la Saga des Groenlandais.

Les Scandinaves de l'âge viking sont les premiers Européens connus à atteindre l'Amérique. Vers l'an 1000, Leif Erikson navigue depuis le Groenland jusqu'à un point restant encore à découvrir en Amérique du Nord (peut-être sur le site actuel du golfe du Saint-Laurent, au nord de Cape Breton) qu'il appelle Vinland. Un peu plus tard, Thorfinn Karlsefni installe un village à Terre-Neuve qu'il appelle Straumfjörðr. Il peut s'agir de l'Anse aux Meadows (aujourd'hui inscrit comme site du patrimoine mondial par l'Unesco) ou d'un autre site non encore découvert. En 1014 naquit Snorri, fils de Thorfinn Karlsefni et Gudrid Thorbjarnardottir, premier Européen né au Vinland. Des relations orageuses avec les autochtones ne sont vraisemblablement pas étrangères à l'évacuation du village, quelques années plus tard.
Selon la Saga d'Erik le Rouge et la Saga des Groenlandais, les Vikings commencent à explorer les terres à l'ouest du Groenland vers 985. Cette année-là, une flotte composée de 400 à 700 colons islandais navigue jusqu'au Groenland pour s'y établir. Parmi les navires, un marchand nommé Bjarni Herjólfsson bifurque de sa route. Après trois jours en mer, il aperçoit la côte est de ce qui est aujourd'hui le Canada. Cependant, il ne s'y établit pas. Il raconte plutôt sa découverte à Leif Erikson (le fils d'Erik le Rouge, fondateur de la colonie du Groenland). Ce dernier va vouloir explorer la région plus en détail.

#### Voyage de Leif Erikson
En se référant aux données (points de repère, courants, vents, etc.) que Bjarni Herjólfsson lui avait décrits, Leif Erikson part en direction de l'Amérique avec un équipage de 34 personnes avec le knarr de Herjólfsson. Le père du jeune Leif, Erik le Rouge, aurait voulu se joindre à l'expédition et voir le Vinland à son tour, mais il en aurait été empêché en raison d'une blessure après être tombé de son cheval. L'équipage réussit à atteindre l'Helluland (ce qu'on suppose être aujourd'hui l'île de Baffin), ce qui signifie « Terre des pierres plates », un endroit stérile, plat et rocailleux. Ils poursuivent vers le sud pour atteindre le Markland (ce qu'on suppose être aujourd'hui le Labrador), ce qui signifie « Terre des forêts ». Voyant le climat s'améliorer plus ils descendaient vers le sud, Leif et son équipage continuent de longer la côte. Ils auraient finalement établi leur camp de base à Leifsbudir près du cap Bauld, à la petite pointe nord de l'île de Terre-Neuve. Comme un de ses hommes y découvre de la « vigne sauvage », Leif nomme la nouvelle terre Vinland, la « Terre des vignes ». L'explorateur et son équipage retourne finalement à la colonie du Groenland. Ce camp sera visité à de nombreuses reprises dans des expéditions successives.

#### Voyage de Thorvald Eriksson
En 1004, le frère de Leif, Thorvald Eriksson, lève l'ancre avec un équipage de 30 hommes en direction du Vinland. Il y passe l'hiver au camp érigé par Leif. Au printemps, Thorvald attaque neuf indigènes (peut-être des Béothuks) qui dormaient à l'abri sous des canots. L'un d’entre eux s'échappe et revient avec des renforts. Thorvald est tué par une flèche qui réussit à passer à travers la barricade. Quelques autres hostilités suivent dans les mois suivants. Les explorateurs quittent finalement les lieux après l'hiver. Par la suite, un autre frère de Leif, Thorstein, voudra s'y rendre pour récupérer le corps de Thorvald, mais il meurt avant de quitter le Groenland.

#### Expédition de Thorfinn Karlsefni
En 1009, Thorfinn Karlsefni part à son tour pour le Vinland. Selon la Saga d'Erik le Rouge, il part avec trois navires et rassemble 160 colons et du bétail. Selon la Saga des Groenlandais, il part plutôt avec 60 hommes et 5 femmes. Les deux récits divergent énormément.

## Géographie
Les Vikings ont nommé les terres américaines de noms nordiques :
- Grønland = Terre verte = Groenland ;
- Helluland = Terre des pierres plates = Terre de Baffin ;
- Markland = Terre des forêts = Labrador ;
- Straumfjörðr = Fjord des courants forts, L'Anse aux Meadows à Terre-Neuve ;
- Vinland = Terre de la vigne = Cap Breton, littoral méridional de la Nouvelle-Écosse et côte septentrionale de la Nouvelle-Angleterre. Il fut proposé aussi comme traduction « Terre fertile »[59] et « Terre de prairies »[60].

## Contacts et échanges avec les populations autochtones
Selon la Saga d'Éric le Rouge, les populations autochtones prennent le nom de Skræling. Le texte les décrit comme « des hommes noirs et chétifs, aux cheveux laids [...] avec de grands yeux et des pommettes larges ». Ils ne maîtrisent pas la métallurgie et sont armés de frondes. Cependant, l'auteur du texte n'a pas vu ces individus et la description relève probablement d'une reconstruction stéréotypée. La situation entre les colons et les autochtones s'envenime et n'a pas permis d'aboutir à un peuplement durable.
En 1960, un établissement viking découvert à L'Anse aux Meadows confirme l'établissement des vikings sur la pointe de Terre-Neuve. Les analyses dendrochronologiques déterminent que le bois est abattu en 1021. Une forge se trouvait sur le site et des scories confirment une activité de forgeage. 

## Abandon des établissements scandinaves
Elle n'échappe pas à la peste noire. Elle connaît aussi des tensions avec les Inuits. La partie ouest de la colonie est abandonnée vers 1350. Le dernier évêque meurt en 1377 et n'est pas remplacé. Un dernier mariage est enregistré en 1408. L'objet le plus récent retrouvé est une robe datant d'environ 1430.
La dernière mention de ces territoires, en 1347, évoque un navire groenlandais chargé de bois abattu le long des rivages du Labrador, ce qui laisse supposer que malgré l'abandon des colonies, le territoire a continué à être exploité.

## Redécouverte auXVIIIesiècleet travaux scientifiques
Avant le début du XIXe siècle, l'idée d'une colonisation viking de l'Amérique du Nord fut considérée par les historiens comme relevant du folklore, jusqu'à l'élaboration en 1837 d'une première hypothèse sérieuse par l'historien de la littérature et archéologue danois Carl Christian Rafn dans son ouvrage Antiquitates Americanæ où il concluait, après une étude en profondeur des sagas, ainsi que des lieux potentiels de colonisation de la côte nord-américaine, que le Vinland était un endroit réel en Amérique du Nord qui avait été colonisé par des Norvégiens.

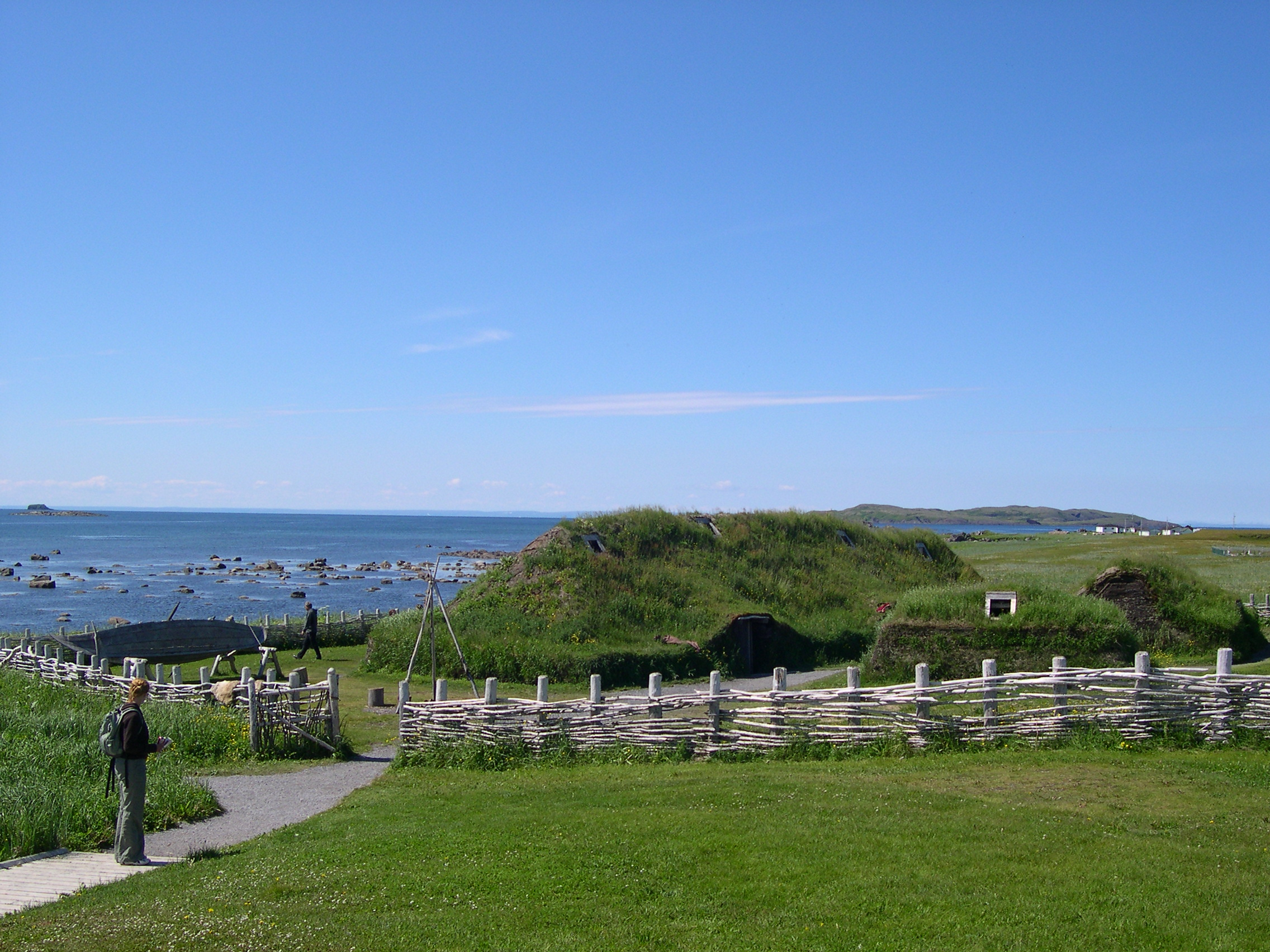
Reconstitution viking à l'Anse aux Meadows.

La découverte en 1960 du site de l'Anse aux Meadows par l’explorateur norvégien Dr. Helge Ingstad et sa femme archéologue Anne Stine Ingstad est venu renforcer cette théorie et la crédibilité des sagas. En 2021, une recherche scientifique établit clairement que les Vikings étaient présents à L'Anse aux Meadows en 1021, ainsi que le prouvent de nombreuses datations reposant sur la dendrologie et l'identification du pic de carbone 14 de 993-994,.
La pierre runique de Kensington découverte au sud des Grands Lacs dans le Minnesota, aux États-Unis, fait toujours l'objet d'études controversées. En effet, le texte gravé révèle la présence d'une expédition d'une vingtaine de Vikings accompagnés d'une dizaine de Goths et le tout daté du milieu de 1362. La plupart des historiens considèrent cette inscription, découverte en 1898, comme fausse ou douteuse. La question est toujours débattue.
Un autre site est découvert à Pointe Rosée en 2015 mais son caractère viking est depuis considéré comme douteux.

## Représentations modernes

### Audiovisuelles
Le film de 2007 Pathfinder - le sang du guerrier semble se dérouler au XIe siècle au moment de la découverte du continent américain par les vikings.
En 2009, le film Le Guerrier silencieux réalisé par Nicolas Winding Refn aborde le thème de la découverte des Amériques par des guerriers viking.
À la fin de la sixième saison de la série Vikings (2019), les personnages découvrent Terre-Neuve, où vivent les indiens Micmacs qui leur font bon accueil, après des semaines de voyage désespéré.

### Graphiques
Mêlant personnages et évènements historiques avec de nombreux éléments fictifs, le mangaka Makoto Yukimura raconte depuis 2005 dans le manga Vinland Saga la vie d'un jeune islandais, Thorfinn Thorsson, inspirée du Flateyjarbók, la Saga des Groenlandais et la Saga d'Erik le Rouge.

### Sources historiques
- Sagas islandaises (trad. Régis Boyer), vol. 338, Paris, Gallimard, coll. « Pléiade », 1987, 2038 p. (ISBN 9782070111176)

### Ouvrages généraux et spécialisés
- Régis Boyer, Les Vikings : Histoire et civilisation, Paris, Plon, 1991, 442 p. (ISBN 9782259022361)
- Régis Boyer, Island Groenland Vinland : Essai sur le mouvement des Scandinaves vers l'Ouest, Paris, Arkhé, 2021 (1re éd. 2011), 160 p. (ISBN 9782918682820)
- Inge Kleivan, « European Contacts with Greeland as reflected in the place-names », dans P. Sture Ureland, Iain Clarkson, Language Contact across the North Atlantic : Proceedings of the Working Groups held at the University College, Galway (Ireland), 1992 and the University of Göteborg (Sweden), 1993, Tübingen, De Gruyter, 1996, 552 p. (ISBN 9783484303591)
- Daniel Lacotte, Les Conquérants de la Terre, Hermé, 1985.
- Neil Price, Les Enfants du frêne et de l'orme : Une histoire des Vikings, Paris, Seuil, 2022, 594 p. (ISBN 9782021326307)
- (en) Kirsten A. Seaver, The Frozen Echo, Stanford, Stanford University Press, 1996, 407 p. (ISBN 9780804725149)
- Edmond Neukomm, Les Dompteurs de la mer. Les Normands en Amérique depuis le Xe jusqu'au XVe siècle, Paris. J. Hetzel, 1895.
- (en) Anders Winroth, The Age of the Vikings : Greenland and the Exploration of North America, ca. A.D. 1000-1500, Princeton, Princeton University Press, 2014, 304 p. (ISBN 9780691169293)

### Articles
- (en) James H. Barrett et al., « Ecological globalisation, serial depletion and the medieval trade of walrus rostra », Quaternary Science Reviews, vol. 229,‎ 2020 (DOI 10.1016/j.quascirev.2019.106122)
- (en) Karin Frei et al., « Was it for walrus? Viking Age settlement and medieval walrus ivory trade in Iceland and Greenland », World Archaeology, vol. 47, no 3,‎ 2015, p. 439-466 (DOI 10.1080/00438243.2015.1025912)
- (en) Jonathan Grove, « The place of Greenland in medieval Icelandic saga narrative », Journal of the North Atlantic, vol. Special 2 « Norse Greenland: Selected Papers of the Hvalsey Conference 2008 »,‎ 2009, p. 30-51 (lire en ligne)
- (en) Hans Christian Gulløv, « The Nature of Contact between Native Greenlanders and Norse », Journal of the North Atlantic, vol. 1,‎ 2008, p. 16-24 (lire en ligne)
- (en) Christian Keller, « Furs, Fish, and Ivory: Medieval Norsemen at the Arctic Fringe », Journal of the North Atlantic, vol. 3,‎ 2010, p. 1-23 (DOI 10.3721/037.003.0105)
- (en) Fredrik Charpentier Ljungqvist, « The Significance of Remote Resource Regions for Norse Greenland », Scripta Islandica, vol. 56,‎ 2005, p. 13-56 (lire en ligne)
- (en) Niels Lynnerup, « Endperiod demographics of the Greenland Norse », Journal of the North Atlantic Journal of the North Atlantic,‎ 2014, p. 18-24 (lire en ligne)
- Charly Massa, « L’implantation médiévale scandinave de la côte sud-ouest du Groenland comme la limite du modèle agro-pastoral importé d’Europe du nord : Implications paléoenvironnementales », Sciences humaines combinées, vol. 5,‎ 2010 (lire en ligne)